# Ksar Temzayet
Ksar Temzayet ou Ksar Ababsa est un ksar de Tunisie situé dans le gouvernorat de Tataouine.

## Localisation
Le ksar est situé sur une crête dominant la vallée de l'oued Temzayet, ce qui lui confère un caractère défensif. Il a une forme irrégulière qui s'adapte au promontoire.

## Histoire
Kamel Laroussi fait remonter la fondation du ksar à 1820.
Le 15 mars 2022, un arrêté en fait un monument classé.

## Aménagement
Le ksar compte 225 ghorfas selon Laroussi (2004) alors que Herbert Popp et Abdelfettah Kassah (2010) n'en compte que 160 dont une trentaine sont effondrées. Elles se répartissent essentiellement sur un à deux étages, avec une exception à trois étages. La cour est remplie par plusieurs ghorfas.
Le site tombe en ruine mais l'ensemble reste impressionnant selon Popp et Kassah.